# Oakland Oaks 1962-1963
La stagione 1962-63 degli Oakland Oaks fu la 2ª e ultima nella ABL per la franchigia.
Al momento del fallimento della lega, gli Oakland Oaks erano quarti con un record di 11-14.

## Roster
| N° | Naz.                   | Ruolo | Sportivo       | Anno | Alt. | Peso |
| -- | ---------------------- | ----- | -------------- | ---- | ---- | ---- |
|    | Stati Uniti (bandiera) | G     | Gene Brown     | 1935 | 191  | 77   |
|    | Stati Uniti (bandiera) | G     | Joe Gardere    |      | 173  | 74   |
|    | Stati Uniti (bandiera) | AC    | Jim Hadnot     | 1940 | 208  | 107  |
|    | Stati Uniti (bandiera) | GA    | Fred LaCour    | 1938 | 196  | 88   |
|    | Stati Uniti (bandiera) | A     | Dave Mills     | 1940 | 198  | 95   |
|    | Stati Uniti (bandiera) | AC    | David Romanoff | 1933 | 201  | 95   |
|    | Stati Uniti (bandiera) | G     | Rolland Todd   | 1934 | 191  | 84   |
|    | Stati Uniti (bandiera) | GA    | Jack Turner    | 1939 | 196  | 91   |
|    | Stati Uniti (bandiera) | GA    | Govoner Vaughn | 1932 | 193  | 82   |
|    | Stati Uniti (bandiera) | G     | Bob Wilkinson  | 1938 | 185  | 82   |
|    | Stati Uniti (bandiera) | C     | Wayne Yates    | 1937 | 203  | 104  |

## Staff tecnico
- Allenatore: Ermer Robinson